# Террі Фелпс
Террі Фелпс (англ. Terry Phelps; нар. 18 грудня 1966) — колишня професійна американська тенісистка.
Найвищу одиночну позицію світового рейтингу — 20 місце досягнула 26 травня 1986, парну — 27 місце — 13 лютого 1986 року.

## Фінали турнірів WTA

### Одиночний розряд (2 поразки)
| Легенда           |
| Grand Slam (0)    |
| WTA Championships |
| Tier I (0)        |
| Tier II (0)       |
| Tier III (0)      |
| Tier IV (1)       |
| Tier V (1)        |
| VS (1)            |

| Ранг | Дата          | Турнір                     | Покриття | Опонент        | Рахунок  |
| 1.   | 26 січня 1987 | ASB Classic, Нова Зеландія | Тверде   | Гретхен Магерс | 6–2, 6–3 |
| 2.   | 18 липня 1988 | OTB Open, США              | Тверде   | Гретхен Магерс | 7–6, 6–4 |

## Результати на турнірах Великого шолома
| Турнір                                 | 1983 | 1984 | 1985 | 1986 | 1987 | 1988 | 1989 | 1990 | Career Record |
| -------------------------------------- | ---- | ---- | ---- | ---- | ---- | ---- | ---- | ---- | ------------- |
| Відкритий чемпіонат Австралії з тенісу |      |      |      |      | 2р   |      | 1р   | 2р   | 2–3           |
| Відкритий чемпіонат Франції з тенісу   | 1р   | 1р   | ЧФ   | 3р   | 3р   | 1р   | 1р   | 1р   | 8–8           |
| Вімблдонський турнір                   | 1р   | 1р   | 2р   | 3р   | 1р   | 3р   | 2р   | 2р   | 7–8           |
| Відкритий чемпіонат США з тенісу       | 3р   | 1р   | 3р   | 2р   | 2р   | 2р   | 3р   | 1р   | 11–8          |